# Інгулець (річка)
Інгуле́ць (Малий Інгул) — річка у центральній та південній Україні, права притока Дніпра (басейн Чорного моря). Греки називали її Пантікап, а скіфи — Герр (Герри).

## Етимологія
Згідно з Топонімічним словником України, слово Інгулець тюркського походження. Є кілька тлумачень слова:
- від турецького äŋgül — «тихий, ледачий»[2],
- від тюркського енгел — «перешкода»,
- від татарського словосполучення ени-гьол — «нове озеро» (її так могли назвати за русло, що розширюється),
- від татарських слів ін — «печера» і галь (ґуль) — «річка» (ще скіфи вміли копати печери уздовж берегів річок для зимовища своїх табунів). [джерело?]
- від монгольської: єн гол — широка річка  [Архівовано 14 лютого 2016 у Wayback Machine.]

## Гідрографія
Довжина 549 км. Площа басейну 14870 тис. км². Долина у верхній течії трапецієподібна, на окремих ділянках утворює неглибокі каньйони; її ширина до 1 км. У нижній долина терасована, завширшки до 5 км. Річище у верхній течії спрямлене, у нижній дуже звивисте. Ширина річища біля Кривого Рогу 25—30 м, глибина до 1,7 м. Похил річки — до 0,37 м/км у пониззі.
Природне живлення переважно снігове. Замерзає у 2-й половині грудня, скресає у 2-й половині березня.
Судноплавна протягом 109 км. У басейні Інгульця — Криворізький залізорудний басейн. Використовується для водопостачання Кривого Рогу, зрошення. Регулюється Карачунівським та Іскрівським водосховищами.

## Водогосподарська система
У верхній частині по каналу Дніпро—Інгулець (Світловодський та Олександрійський райони Кіровоградської області) до річки Інгулець подається дніпровська вода для забезпечення його повноводності, оздоровлення та водопостачання Кривбасу — великого гірничо-рудного центру, для якого необхідно багато води.
У пониззі Інгульця у вегетаційний період вода рухається у протилежному напрямку — уверх по річці, оскільки головна насосна станція Інгулецької зрошувальної системи (розташована за 83 км від гирла) закачує значні обсяги річкової води (дніпровської та інгулецької) на зрошувані масиви. В цей період тут утворюється т.з. «антирічка».

## Розташування

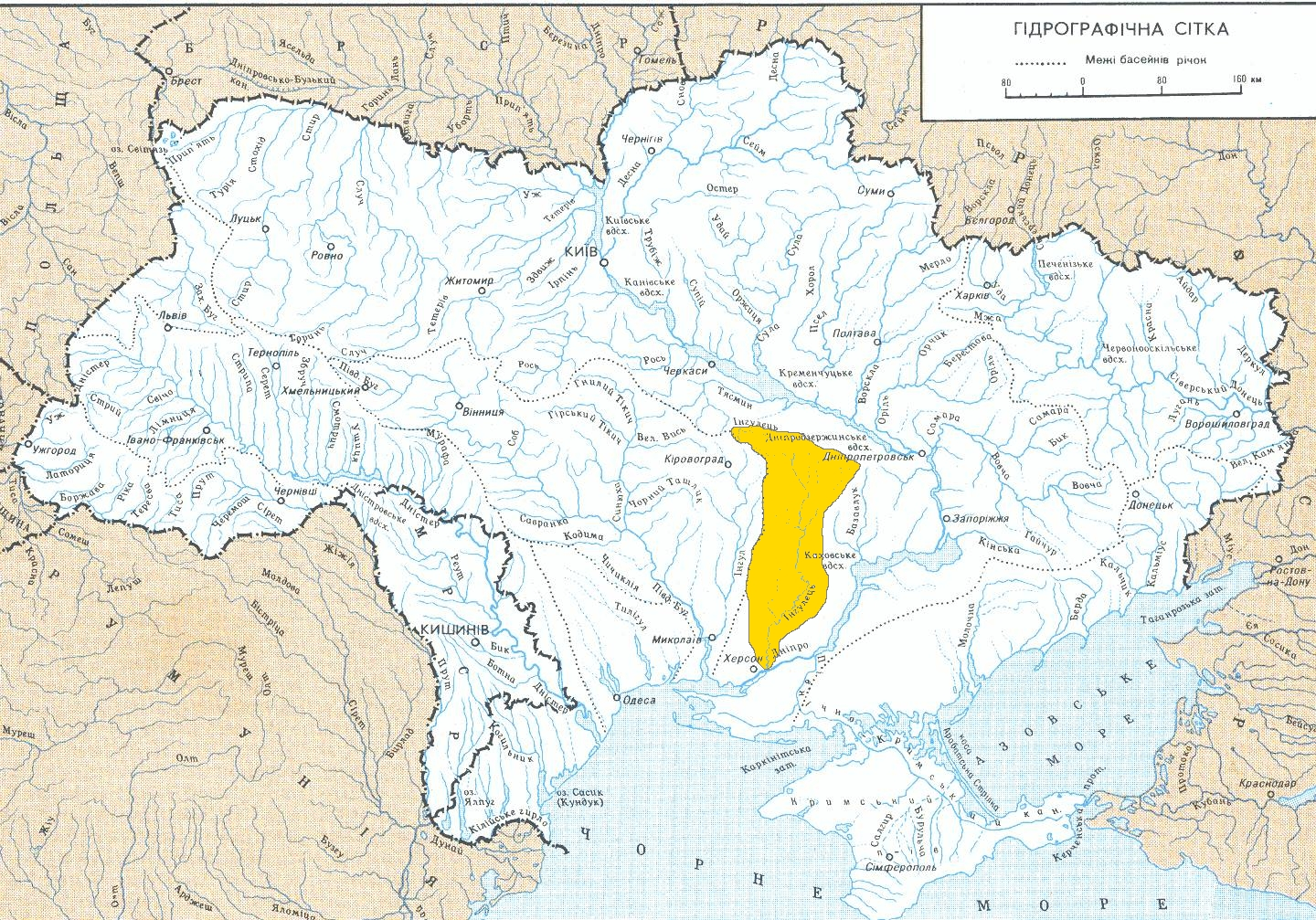
Басейн річки Інгулець на гідрографічній мапі України

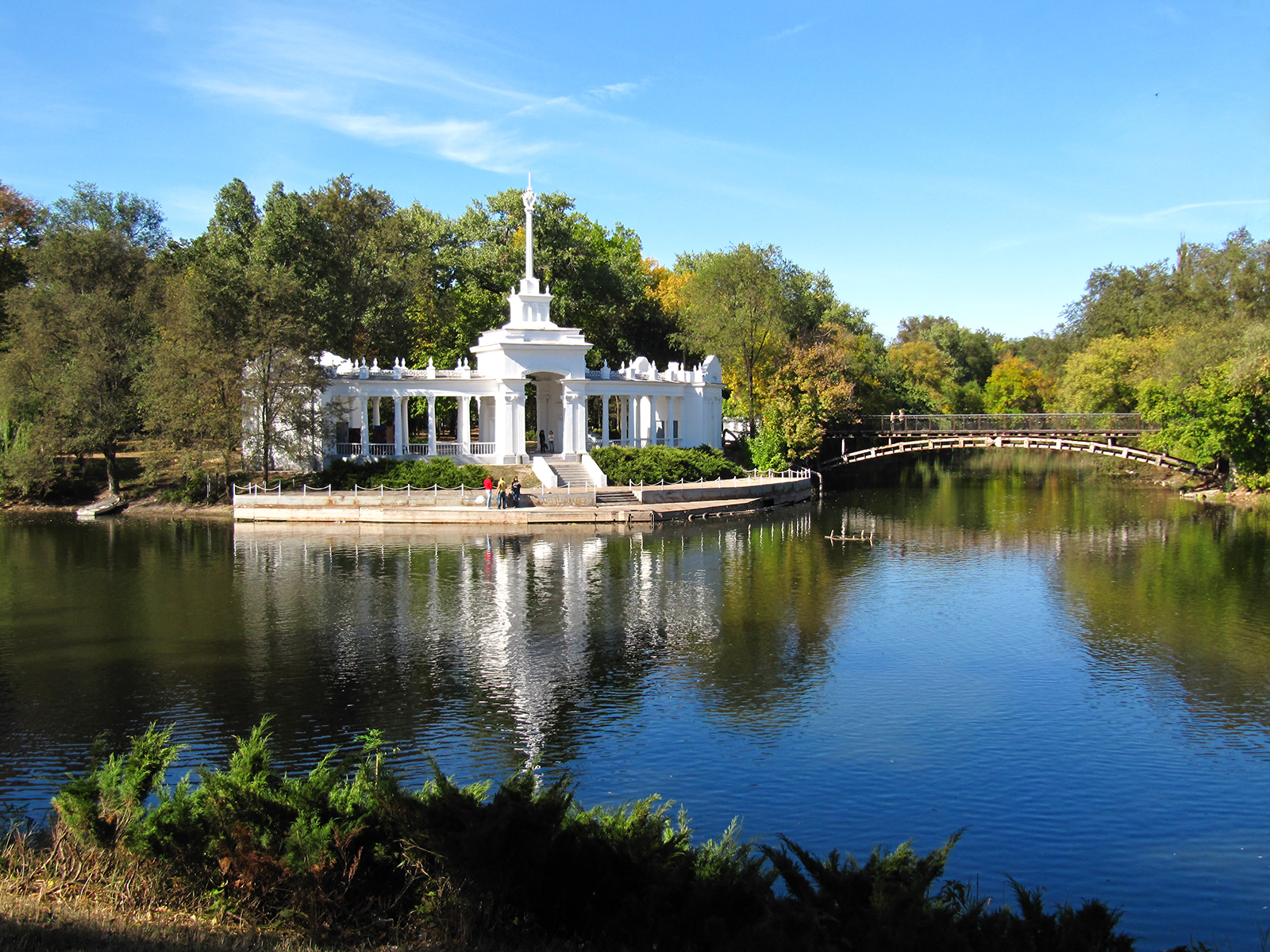
Човнова станція в місці злиття річок Інгулець і Саксагань

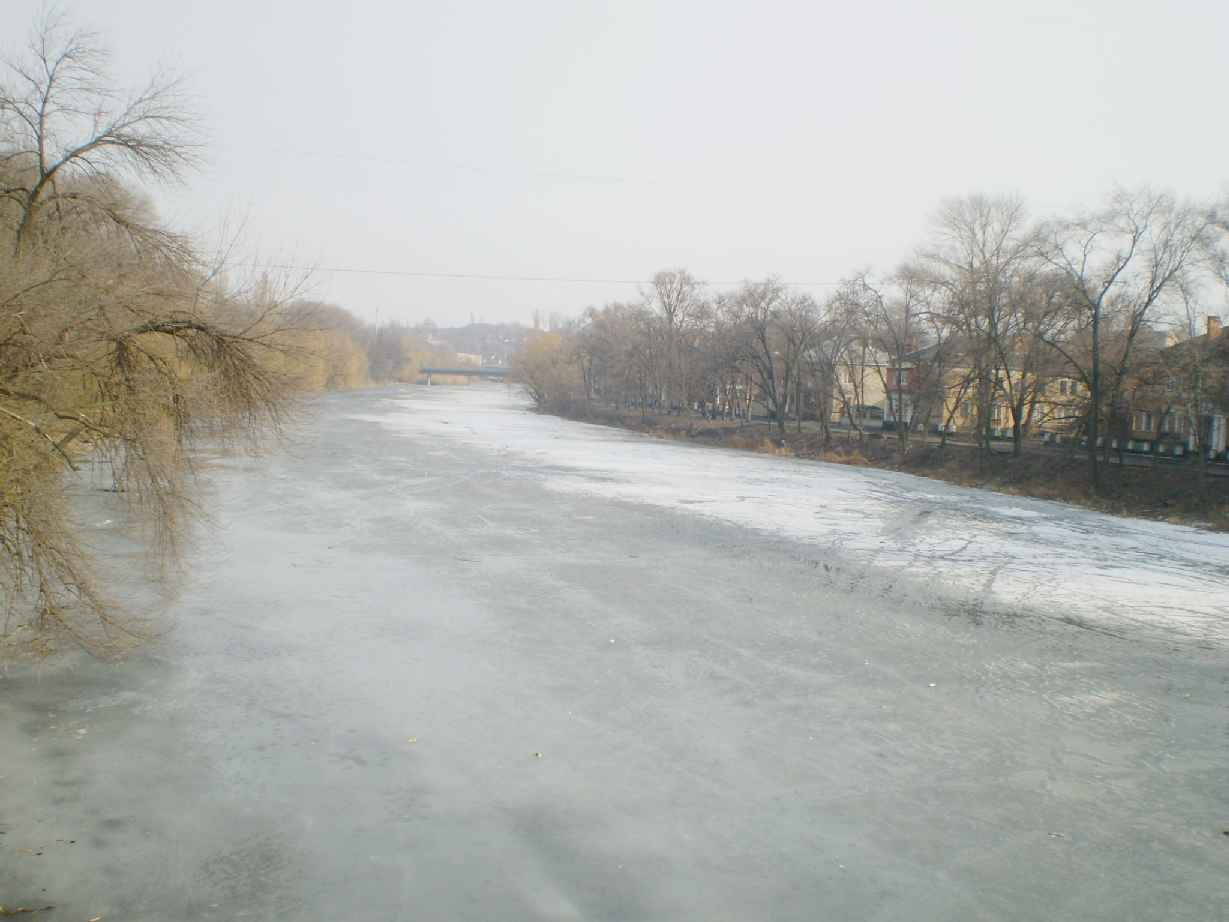
Річка Інгулець у Кривому Розі

Бере початок на Придніпровський височині, з балки поблизу села Топило Кропивницького району Кіровоградської області. Пониззя — на Причорноморській низовині. Тече через Кіровоградську, Дніпропетровську, Миколаївську, Херсонську області. Спочатку тече на північ, згодом круто повертає на південний схід, далі — поступово змінює напрямок на південь і південний захід. Нижче селища Тарасівка Інгулець утворює Інгулецький лиман завширшки до 1 км і впадає у Дніпро декількома рукавами біля села Садового, за 10 км від Херсона.

## Російсько-українська війна
На початку червня На Криворізькому напрямку російські загарбники були змушені посилювати свою оборону і зривати плити з доріг для будівництва собі укріплень, та мінувати узбережжя річки Інгулець.
Було повідомлено, що спецпідрозділами росіян підірвано мости через річку Інгулець в районі Давидова Броду та Великої Олександрівки.
Однак українським військовим вдалось вибити ворога з позиції в селі Давидів Брід й створити плацдарм на лівому березі Інгульця.
Це селище знаходиться на берегу Інгульця та на дорозі Т 2207, яка веде до Нової Каховки. Тому створення плацдарму на східному березі річки було вкрай важливим для ЗСУ.
Вранці 23 липня 2022 року, невдовзі після ударів по Антонівському мосту в окупованому Херсоні, аби створити проблеми з постачанням російського угрупування на правому березі Дніпра в Херсонській області українські військові влучили в Дар'ївський міст через Інгулець. Таким чином, був пошкоджений міст через Інгулець біля с. Дар'ївка в бік Каховської ГЕС. Російські окупанти стверджували, міст був пошкоджений ракетами з комплексу HIMARS.
14 вересня 2022 року близько 17-ї години російські військові зі стратегічних бомбардувальників випустили крилаті ракети (до 8 одиниць, попередньо — ракети Х-101 з Ту-95МС, за іншими даними — Х-22), які влучили в гідротехнічні споруди на західних околицях Кривого Рогу. Внаслідок ракетного удару було пошкоджену греблю Карачунівського водосховища, почався витік води в Інгулець. Внаслідок витоку води з водосховища в річці став підніматись рівень води.

## Притоки

### Праві
- Бешка
- Бокова
- Верблюжка
- Висунь

### Ліві
- Березівка
- Ведмежий Яр — починається східніше від села Диківка. Тече переважно на південний схід і на північно-східній околиці села Оліївки впадає в Інгулець. У балці зростають байрачні ліси — багаторічне місце гніздування степового канюка. Вперше гніздову пару виявлено у 1996 році у лісі з місцевою назвою Янівський[12].
- Зелена
- Жовта
- Саксагань
- Кобильна

## Іхтіофауна
В річці трапляються тюлька, краснопірка, плотва, верховодка, ялець, головень, карась, короп, окунь, тарань, рибець, чехоня, жерех, судак, щука, лящ, товстолоб, сом. Видовий склад зменшується з віддаленням від гирла Інгульця вгору за течією. Поширене любительське рибальство.

## Екологія
Як описано вище, річка Інгулець давно перетворилася на складну водогосподарську систему. Мінералізація води може сягати навіть до 1000 мг/дм3. Тому у сьогоденних умовах Інгулець не може існувати без дніпровської води.
Через дуже велике забруднення річкової води рудниковими водами та промисловими стічними водами Криворізьким та Інгулецьким гірничо-збагачувальними комбінатами, поодинокі рекреаційні зони відпочинку перебувають у запустінні.
Протягом 17 квітня — 15 серпня 2011 року було проведено промивку Інгульця і Карачунівського водосховища з метою покращення якості води. В ході цього було скинуто з Карачунівського водосховища близько 130,6 млн м3, зменшено вміст хлоридів у річковій воді з 800 мг/дм3 до 290 мг/дм3, а показник жорсткості зменшився на 6 моль/дм3..
Міжвідомчою комісією по встановленню режимів роботи дніпровських водосховищ прийнято Регламент екологічного оздоровлення р. Інгулець з подовженням терміну промивки з середини травня до середини серпня.

## Визначні місця
- Чорноліський заказник

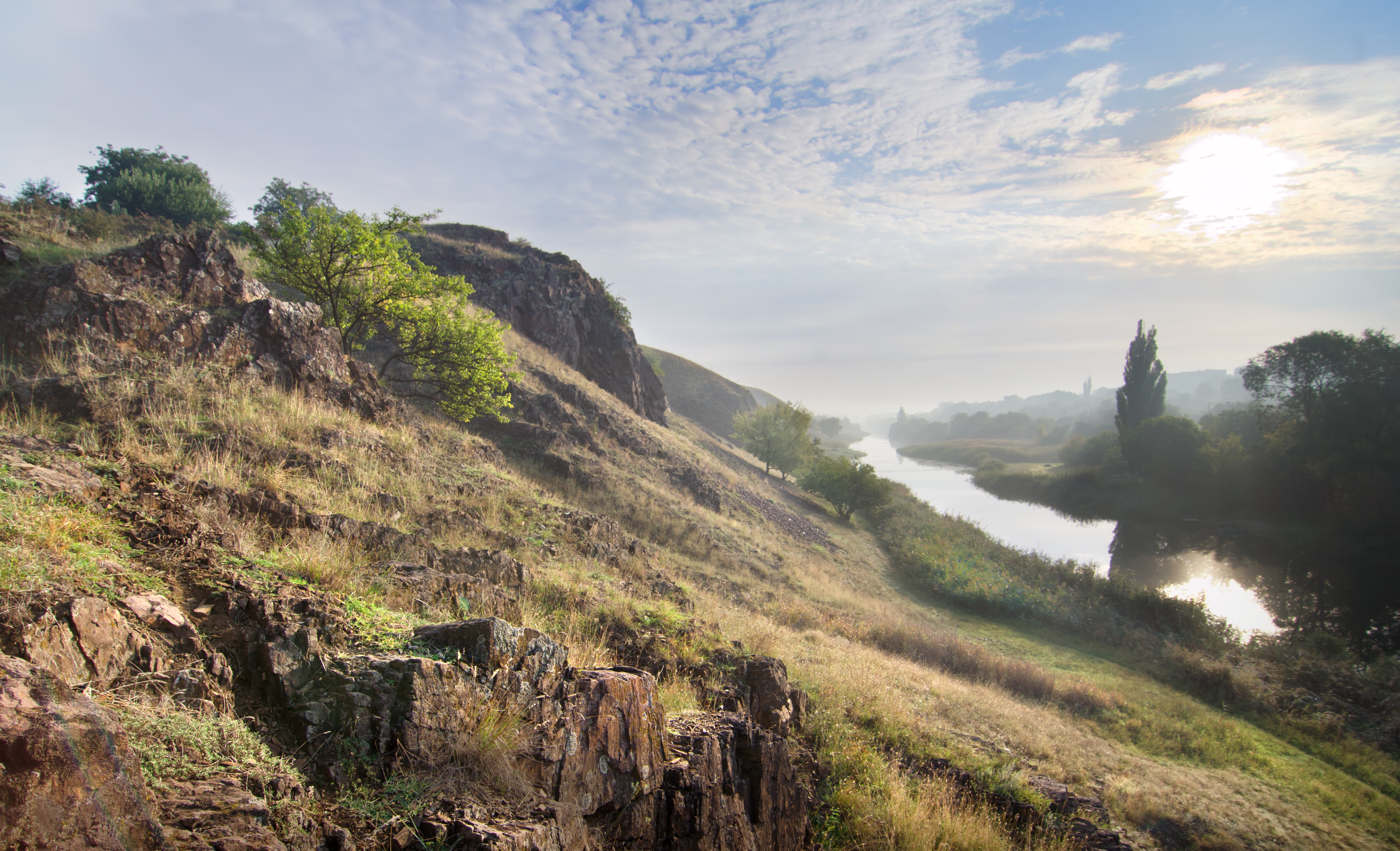
Інгулець та скелі «Орлине гніздо»

- ландшафтний заказник «Інгулецький степ»
- геологічна пам'ятка природи Виходи мігматиту
- парк-пам'ятка садово-паркового мистецтва Парк імені Федора Мершавцева
- геологічна пам'ятка природи державного значення «Скелі Орлине гніздо»
- геологічна пам'ятка природи Виходи аркозових пісковиків
- геологічна пам'ятка природи Пісковикова скеля
- геологічна пам'ятка природи Скелеватські виходи
- геологічна пам'ятка природи Відслонення аркозових пісковиків
- ландшафтний заказник «Візирка»
- ландшафтний заказник «Біла Криниця»

## Топоніми річки Інгулець

### Міста
- Олександрія
- Кривий Ріг
- колишнє місто Інгулець (нині складова Кривого Рогу)
- Снігурівка